# ناحیه توسکارورا، شهرستان جونیاتا، پنسیلوانیا
توسکارورا، شهرستان جونیاتا، پنسیلوانیا (به انگلیسی: Tuscarora Township, Juniata County, Pennsylvania) یک منطقهٔ مسکونی در ایالات متحده آمریکا است که در شهرستان جونیاتا، پنسیلوانیا واقع شده‌است.

## خصوصیات
توسکارورا ۱۲۲٫۸ کیلومترمربع مساحت و ۱٬۱۵۹ نفر جمعیت دارد.